# Paspalum killipii
Paspalum killipii är en gräsart som först beskrevs av Albert Spear Hitchcock, och fick sitt nu gällande namn av Fernando Omar Zuloaga och Thomas Robert Soderstrom. Paspalum killipii ingår i släktet tvillinghirser, och familjen gräs. Inga underarter finns listade i Catalogue of Life.